# Château de Montréal (Issac)
Pour les articles homonymes, voir Château de Montréal.
Le château de Montréal est un château français situé sur la commune d'Issac, dans le département de la Dordogne.
Il est en grande partie classé et partiellement inscrit au titre des monuments historiques.

## Présentation
Ce château, édifié dans la proche région de Mussidan, surplombe la vallée de la Crempse. Il a été construit au XIIe siècle et modernisé au XVIe siècle. Il constitue une demeure privée, de la famille périgourdine de Faubournet de Montferrand, meublée et habitée.
Ouvert à la visite en été, on peut y découvrir les salons, avec une collection de portraits périgordins et, dans une tour, une curieuse bibliothèque circulaire.
On visite également le souterrain avec son escalier et sa belle salle voûtés du XIIe siècle. Une grotte naturelle leur fait suite.
L'intérieur des remparts abrite des jardins italiens plantés d'ifs et d'hibiscus. Ils bénéficient du label « Jardin remarquable ».

## Historique
La seigneurie de Montréal a appartenu aux Saint-Astier au XIVe et XVe siècles, puis aux Peyronencq, avant de passer aux Pontbriand.
Pierre de Pontbriand est le fils de Jean de Pontbriand, chevalier, seigneur de Pontbriand, et de Jeanne du Parc, dame de Locmaria. Il a été gouverneur du comte d'Angoulême, le futur François Ier. Il se marie avant 1502 avec Anne de Peyronencq, dame de Montréal, fille de Michel de Peyronencq, seigneur de Montréal, et d'Agnès de Lastours, d'où :
- Claire de Pontbriand ;
- François de Pontbriand (château d'Amboise, 1502-château de Montréal, 1569), seigneur de Montréal, sénéchal du haut et bas Limousin. Il est marié en premières noces, en 1528, avec Anne de Grossolles de Flamarens. En 1543 il est sénéchal et gouverneur de Limoges à la place de son cousin par alliance, Marin de Monchenu, marié à Antoinette de Pontbriand, fille de François de Pontbriand, frère de Pierre de Pontbriand. Il se marie, en secondes noces, en 1564, avec Jeanne de Malefayde (vers 1550-1565), dame de Dagnac, morte en mettant au monde le seul fils. Il se marie une troisième fois en 1566 avec Marguerite de Bourdeille qui meurt peu après :
  - Hector de Pontbriand (1565-1639), marié en 1584 avec Catherine de Montardit, fille de Jean de Montardit, seigneur de Lascoux, et tuteur d'Hector de Pontbriand. Il n'a pas eu de descendance.
  - Jeanne de Pontbriand, mariée à Gaston Goulard, baron de Touverac et de La Faye,
  - Françoise de Pontbriand, dame héritière du château de Montréal, mariée, par contrat passé en 1611, avec Gaston Ier Foucauld, seigneur de la Garaudie, de la Besse, fils de Poncet Foucauld, seigneur de la Garaudie, dans la paroisse de Milhac, et de Galiote de Jaubert, dame de la Besse, veuve de Geoffroy Déjean.
    - Gaston II Foucauld de Pontbriand
- Claude de Pontbriand, frère du seigneur de Montréal, était le 3 octobre 1535 au côté de Jacques Cartier sur les rives du Saint-Laurent lorsque le navigateur atteignit une bourgade amérindienne appelée Hochelaga qui allait devenir la ville canadienne de Montréal[4][source insuffisante].

Pierre et François de Pontbriand ont édifié le château tel qu'on peut le voir aujourd'hui. Ils ont construit la chapelle de la Sainte-Épine (XVIe siècle). On leur doit la modernisation de la double enceinte de remparts qui forme un système de défense très bien conservé, ainsi que la façade Renaissance du corps de logis. Ils ont pu édifier le château dans le style de la première Renaissance grâce au frère de Pierre de Pontbriand, François de Pontbriand (château de Pontbriand, 1445-11 septembre 1521), qui a été maire de Limoges, grand chambellan des rois Louis XI, Charles VIII, Louis XII et François Ier, gouverneur de Blois et de Loches, surintendant de la construction du château de Chambord.
En 1639, à sa mort, Hector de Pontbriand est ruiné. Dix ans après, à la mort de Françoise de Pontbriand, le 19 juillet 1649, François-Philibert du Chesne (ou Duchesne), lieutenant général au siège de Périgueux, en devient adjudicataire pour la somme de 131 000 livres. À la mort de sa première femme, François-Philibert du Chesne n'a payé que 33 240 livres. Après les troubles de la Fronde, Gaston II Foucauld de Pontbriand trouve que le prix d'achat de la seigneurie de Montréal n'est pas assez élevé et intente un procès en restitution et se livre à des voies de fait dans la seigneurie. Finalement il transige et accepte la vente de la seigneurie le 14 décembre 1661 pour 190 000 livres.
- Jean II du Chesne du Breuil, seigneur du Breuil, de Chastenet, de la Rivière, Juge-mage de Périgueux, lieutenant-particulier civil et criminel en la sénéchaussée de Périgord. Il teste en 1631. Marié en premières noces en 1597 avec Marthe de Muguet
  - François-Philibert Ier du Chesne (vers 1615-septembre 1699), marié en premières noces, le 12 mai 1639, avec Marie-Anne de Thinon ( -1651), fille de Pierre de Thinon, seigneur de Fléat, juge-mage et lieutenant général en Périgord, commissaire examinateur en cour de la sénéchaussée présidiale de Périgueux, et de feue Madeleine de Villedon, dame de Thinon. Les Thinon étaient probablement protestants. François-Philibert du Chesne n'a occupé la charge de lieutenant général et de juge-mage que lui cédait son beau-père dans le contrat de mariage qu'en 1645. En 1651, pendant la Fronde, son beau-père se retire au château de Montréal que François-Philibert du Chesne venait d'acquérir en 1649. L'année suivante, ce dernier fait de même quand l'armée royale s'apprête à faire le siège de Périgueux. S'étant attribué le titre de vicomte de Montréal, il est mis à l'amende en 1670 pour usurpation de titre de noblesse[8]. Vers 1656, il a acheté à Hector d'Aubusson les seigneuries de Castel-Nouvel, de Labatut et de Montaut (commune de Beleymas] qui sont périphériques à Montréal. Le 6 janvier 1664, François VI de La Rochefoucauld lui a vendu les forêts, rentes justice de la seigneurie d'Estissac constituant un domaine important dans le bassin de la Crempse. Il a continué à acquérir plusieurs petites seigneuries. Il s'est remarié en 1678 avec Catherine d'Aubusson ( -fin 1737), fille de Jean d'Aubusson de Beauregard et de Jeanne de Loudat :
    - N. du Chesne d'Issac, mort jeune,
    - N. du Chesne de Montréal, mort jeune,
    - Pierre du Chesne, seigneur du Breuilh, missionnaire en Inde, évêque in partibus de Béryle,
    - Jean-François Ier du Chesne ( -1710), du premier mariage. Il a acheté en 1690 ou 1692 l'office de maire perpétuel de Périgueux. Il s'est marié en 1693 avec Marie-Thérèse d'Hautefort (1663-1731), fille de François d'Hautefort, marquis d'Ans, et de Jeanne d'Abzac de la Douze. Le contrat de mariage précise les biens que son père lui transmet et les éventuelles substitutions. Un état des lieux est fait à sa demande. Il a conservé pour lui les offices de lieutenant général en la sénéchaussée et de juge-mage que son père voulait transmettre à son frère Jean-François II et s'est fait installer en 1703 :
      - François-Philibert II du Chesne ( -1735), marquis de Montréal, lieutenant général en la sénéchaussée et de juge-mage après avoir atteint l'âge requis pour occuper ces fonctions, en 1725, marié le 14 janvier 1721 à Marie-Anne-Ursule d'Abzac de La Douze (fille de Jean IV d'Abzac de La Douze, et d'Isabelle d'Alesme), sans descendance
      - Bernard (1702- ), mort jeune
      - Marguerite III du Chesne ( -1752), dernière représentante de cette branche de la famille. Elle a été l'héritière de son frère Jean-François II du Chesne. Elle fait son testament en février 1752 donnant tous ses biens à son cousin germain Bernard-Louis Faubournet de Montferrand, fils de d'Antoine, seigneur de Saint-Orse, et de Jeanne-Charlotte d'Hautefort, sœur de sa mère[9].
      - Catherine ? ( -1725)

    - Antoinette II du Chesne, mariée en premières noces, en 1660, avec Charles de Lestrade ( -1685), seigneur de La Cousse, mariée en secondes noces, en 1686, avec Jean-François Chapt de Rastignac (†1694), marquis de Laxion ;
      - Léonarde de Lestrade de Veyrières mariée à son cousin Charles de Saint-Astier, marquis des Bories.

    - Marguerite II du Chesne (1643-1726) mariée en 1663 avec Jacques d'Aubusson, capitaine au régiment des Gardes françaises, fils de Jean d'Aubusson, seigneur de Mortemart et de Bardou, et de Jeanne de Loudat, tué à la bataille de Steinkerque, sans postérité,
    - Renée du Chesne de Fléat (1647- ), du premier mariage, mariée en premières noces, en 1664, avec Jean-Jacques II de Saint-Astier (1645-1679), marquis des Bories, puis, en secondes noces, en 1703, avec Pierre de Jaubert, comte de Nanthiat :
    - Antoinette III du Chesne (1684-1763), du second mariage de son père, mariée en 1703 avec Henri II de Taillefer ( -1735), marquis de Barrière.
    - Jean-François II du Chesne (1685-1751), seigneur de Montaut et du Breuilh après la mort de son oncle, et par courtoisie, marquis de Montaut. Il a ajouté le prénom de Philibert. Son père lui donne le repaire du Petit-Change dans son testament de 1694. En 1700, Catherine d'Aubusson a réclamé la restitution de la seigneurie du Breuilh qui lui avait été cédé dans son contrat de mariage. Son frère a racheté le repaire du Petit-Change. À la mort de François-Philibert II du Chesne sans descendance, il demande l'application des règles de substitution prévues dans le testament de François-Philibert Ier du Chesne prévoyant la transmission des seigneuries de Montréal, Montaut aux descendants mâles de la famille. Marie-Thérèse d'Hautefort et sa fille Marguerite III du Chesne ont répondu que seule la moitié était prévue dans ce testament. La cour du sénéchal leur a donné raison.
      - Charles de Saint-Astier des Bories, de son premier mariage, marquis des Bories, capitaine au régiment du Dauphin, marié en 1699 avec sa cousine Léonarde de Lestrade de Veyrières,
        - Charles II de Saint-Astier

      - Marguerite de Saint-Astier de Savignac, mariée en 1697 avec Gaston Amelin de Rochemorin.

En 1752, par le testament de Marguerite III du Chesne, sans descendance, le château de Montréal quitte la famille Duchesne, marquis de Montaut et de Montréal, pour appartenir à Bernard-Louis Faubournet de Montferrand.

## Classement
Il est partiellement inscrit au titre des monuments historiques le 29 novembre 1948 et partiellement classé le 12 décembre 1991.

## Galerie

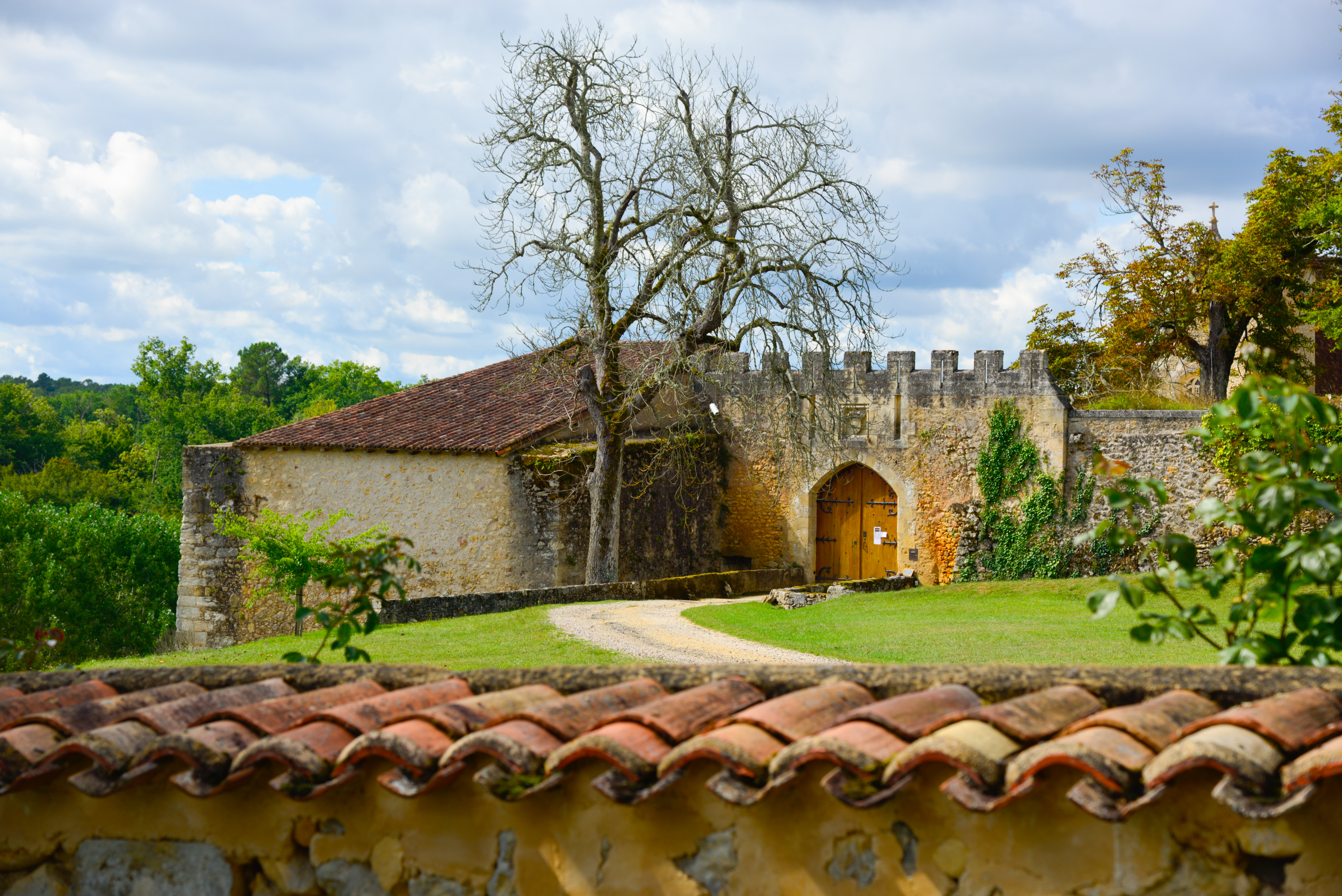
Entrée (sud)
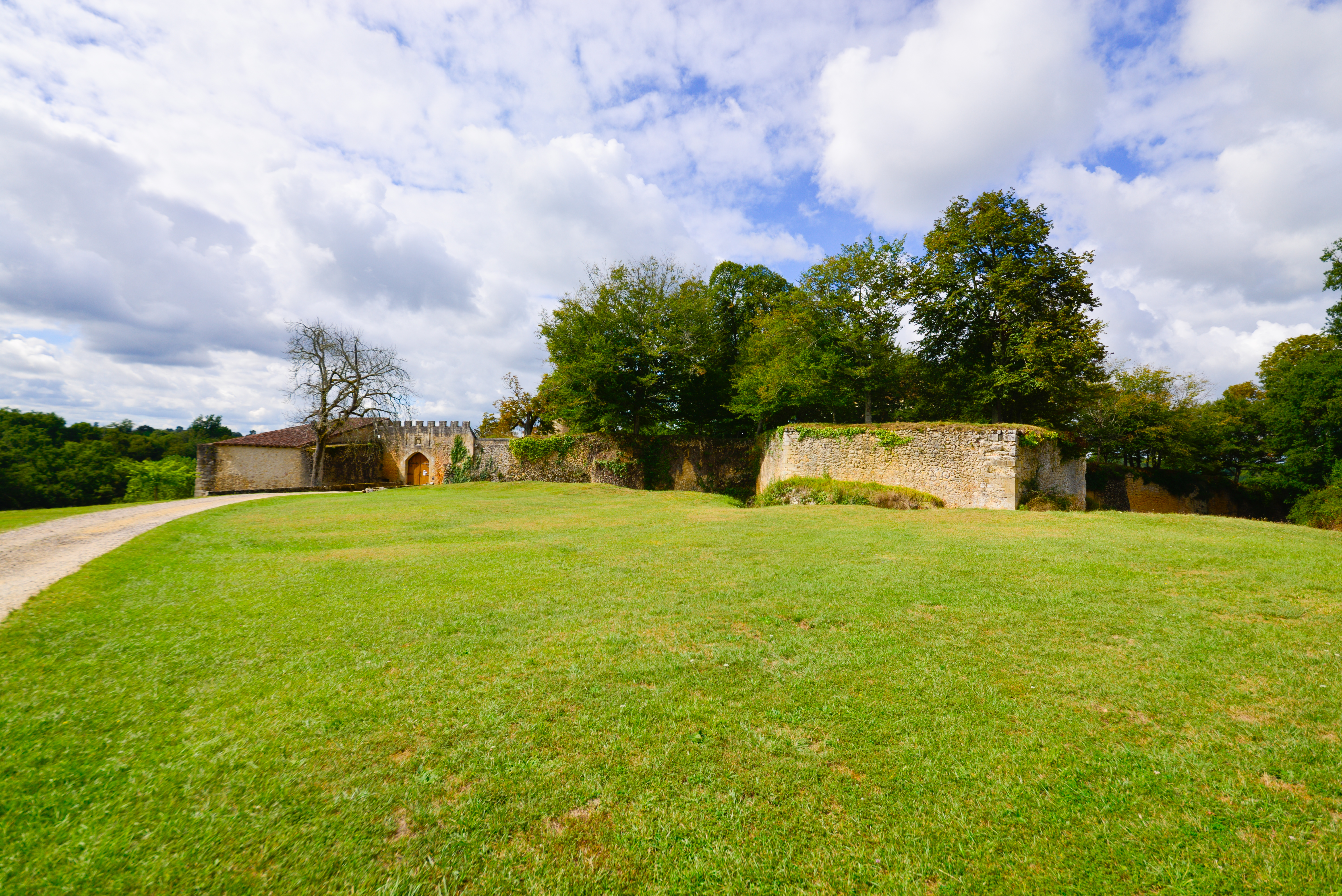
Enceinte sud
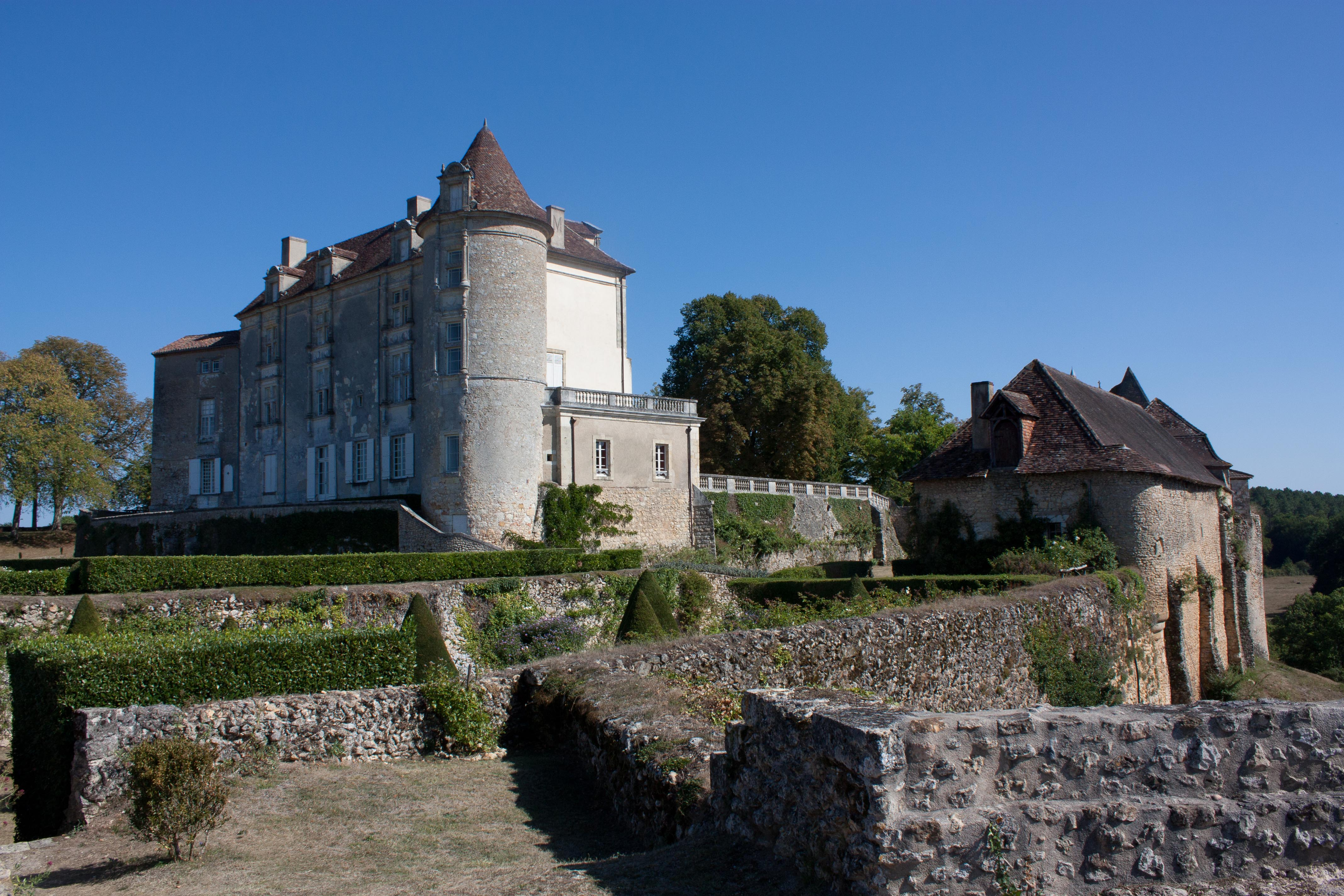
Jardin
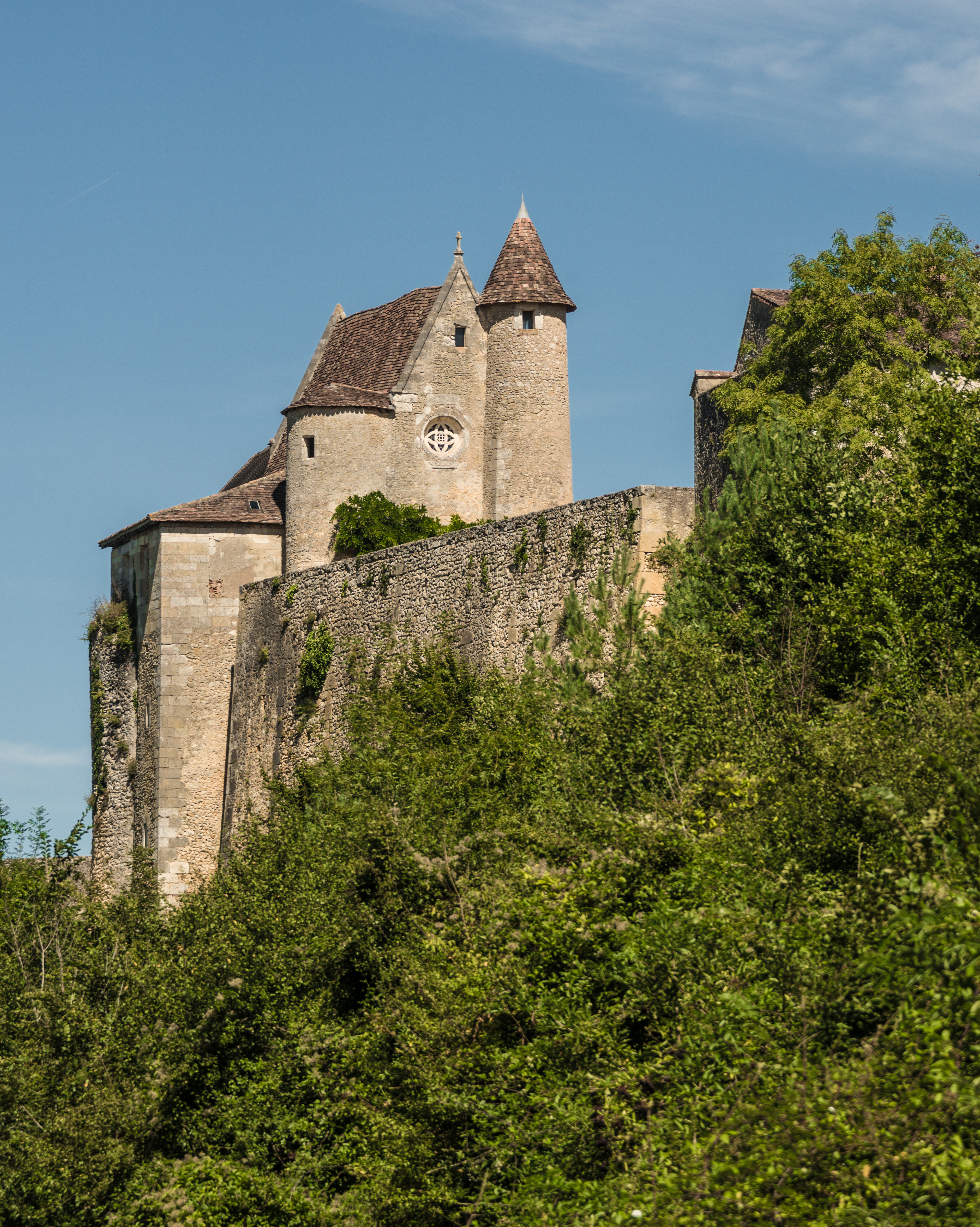
Chapelle et rempart ouest
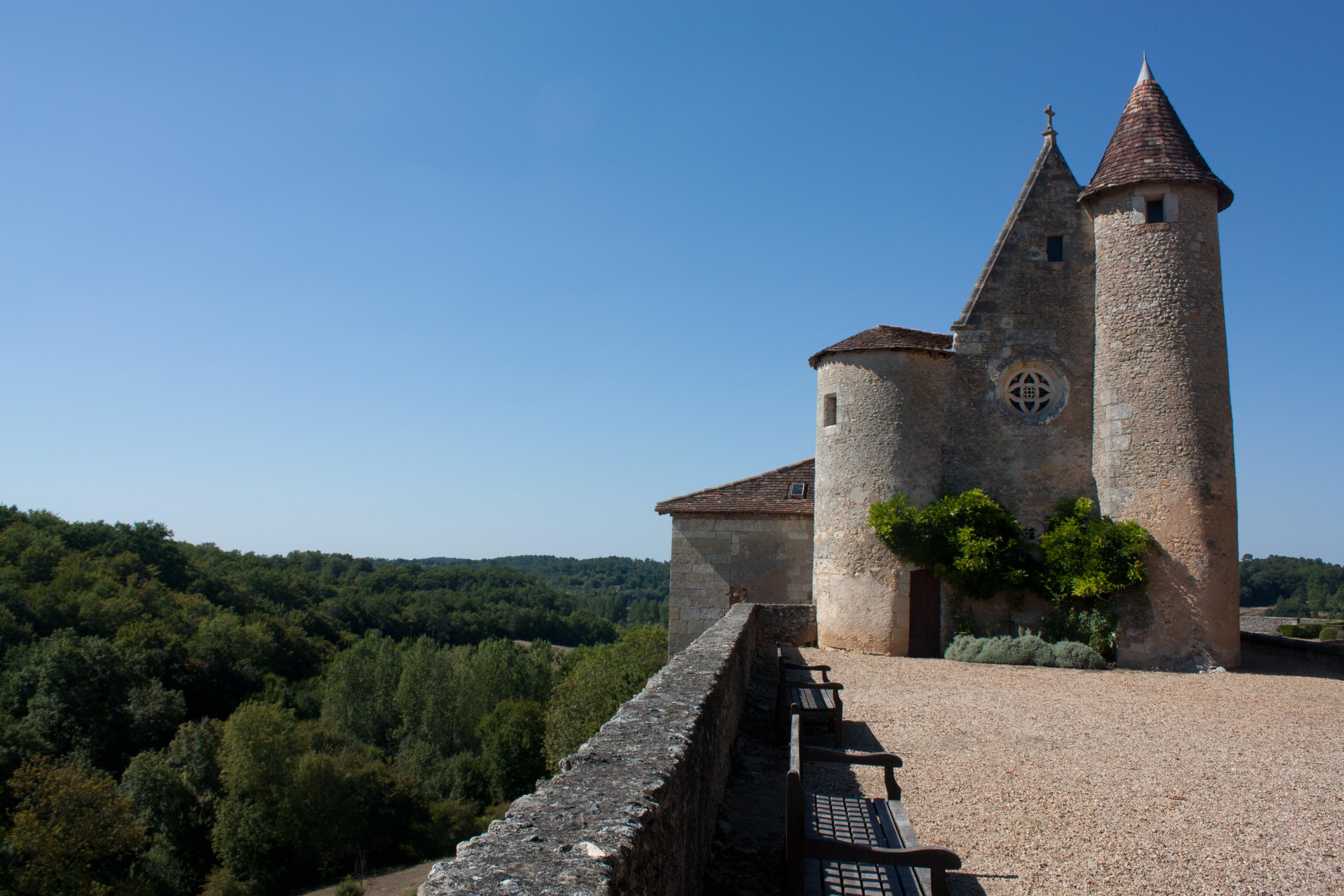
Chapelle
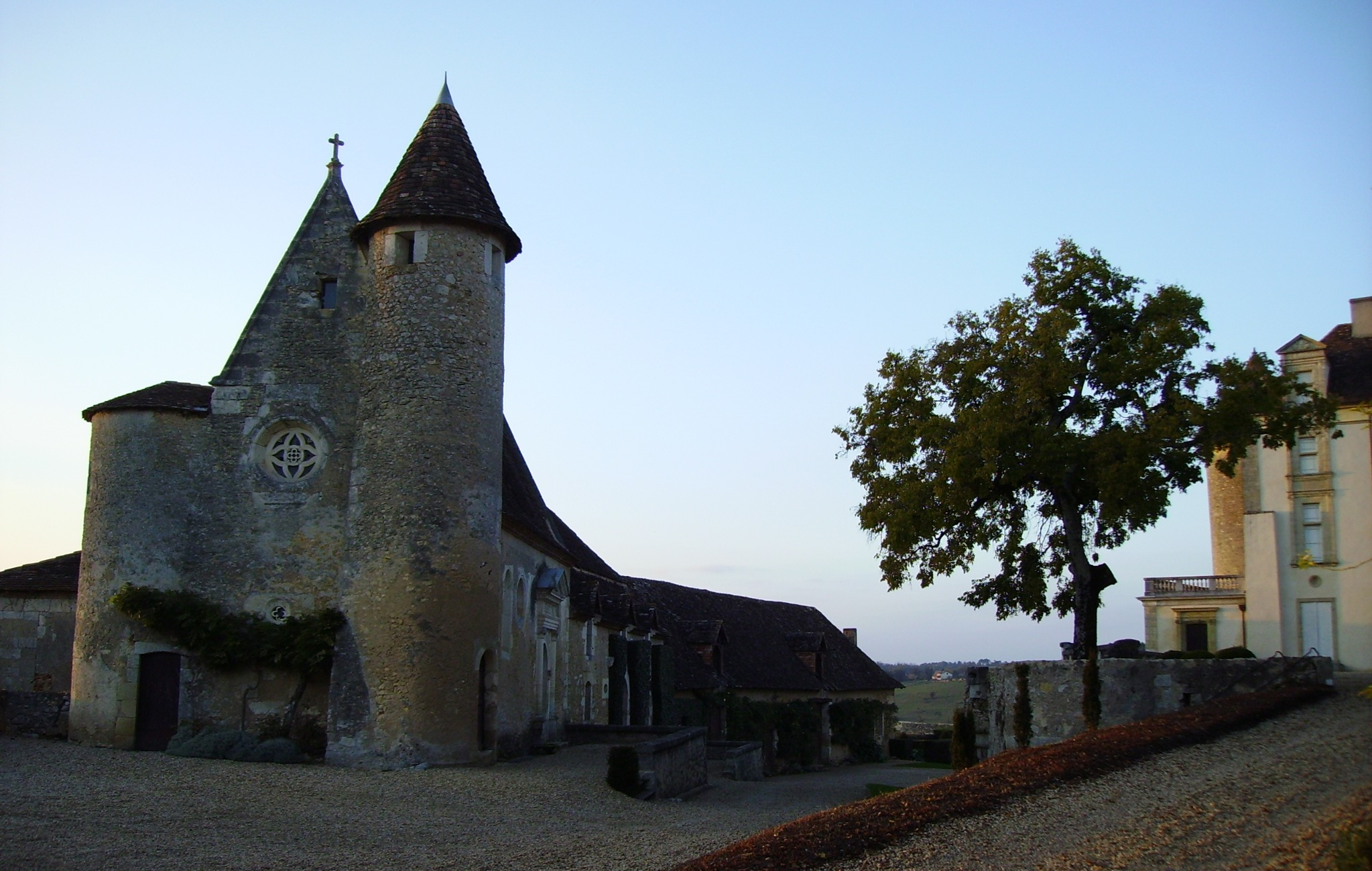
Chapelle et cour
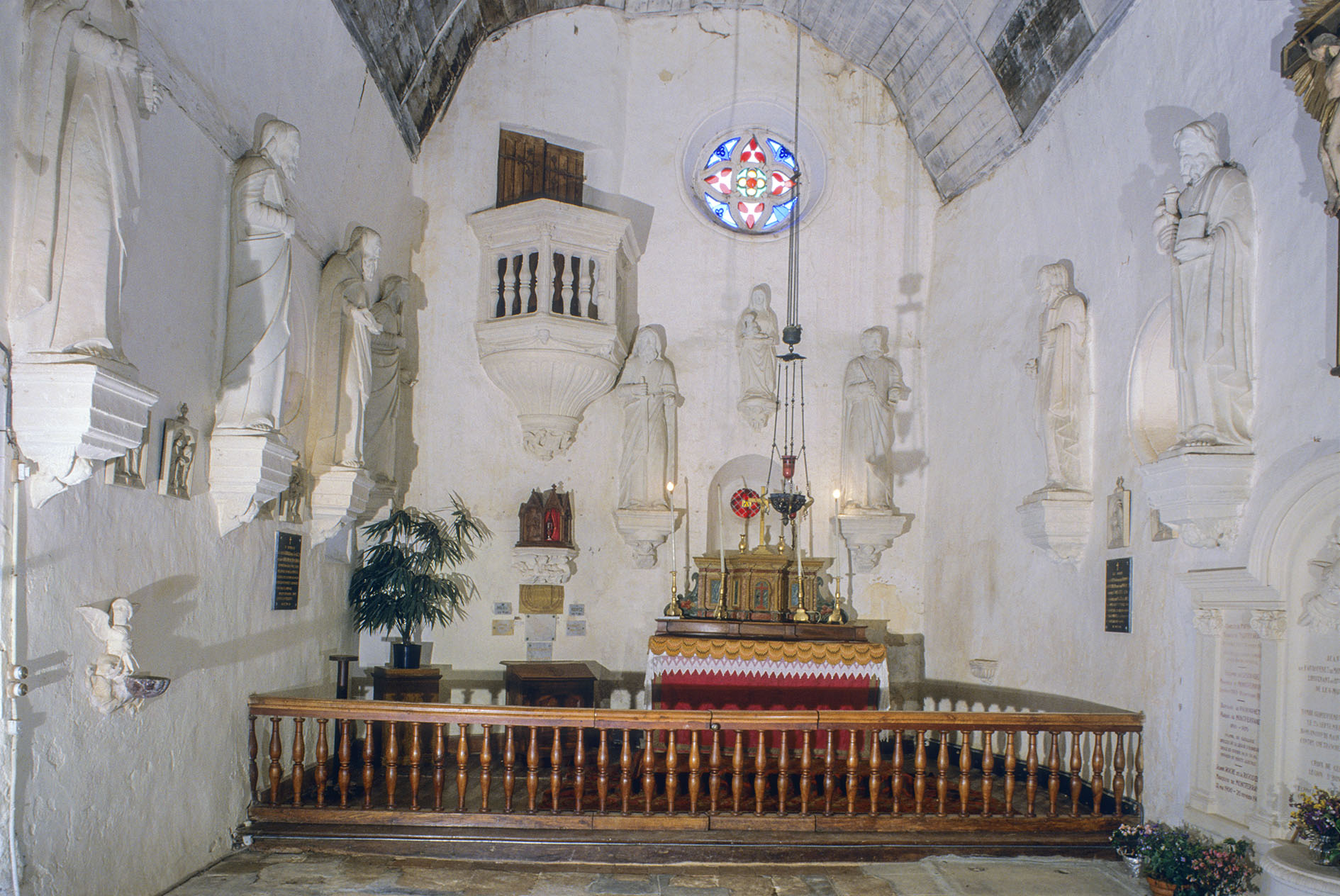
Chapelle
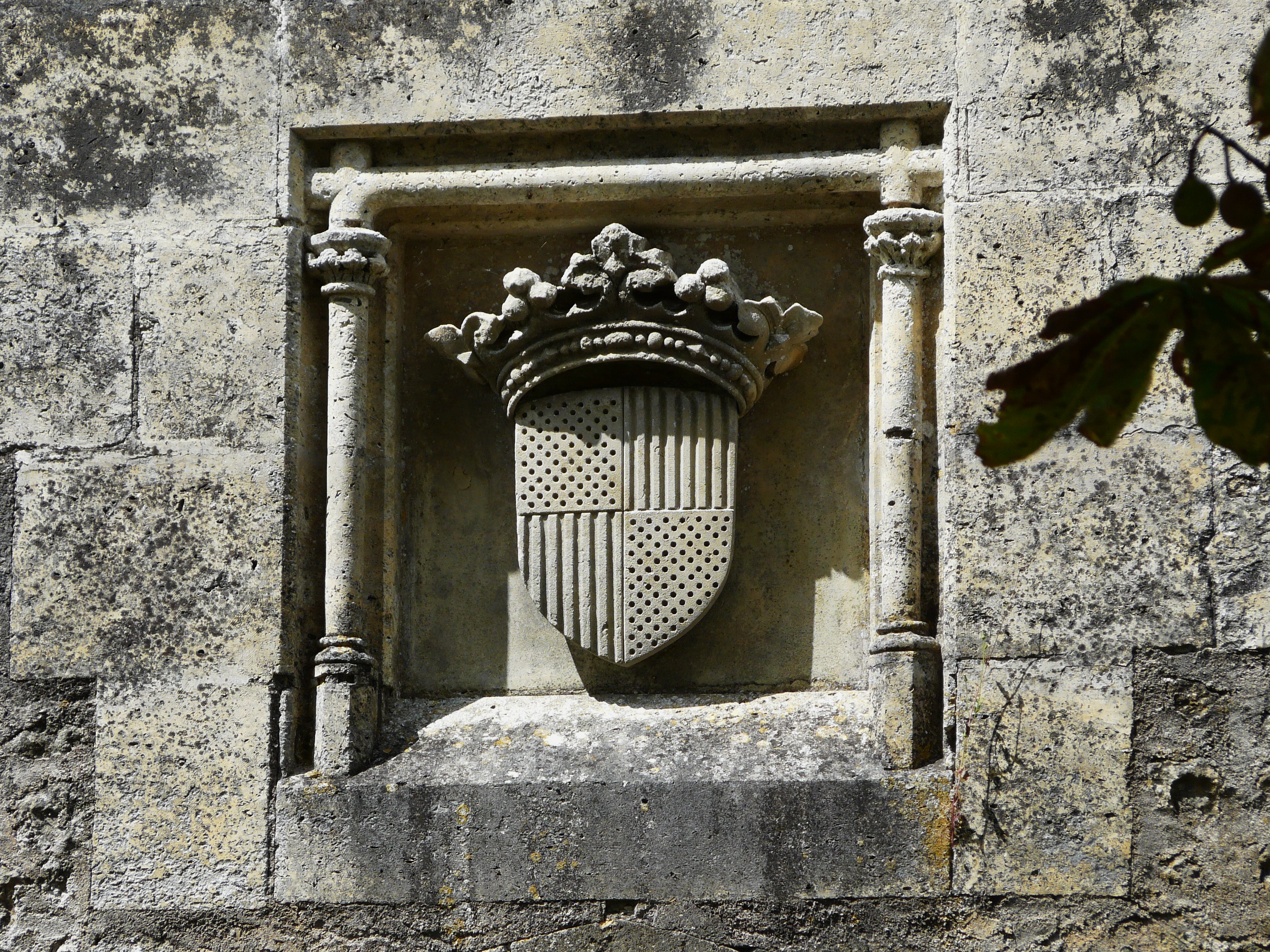
Blason au-dessus du portail d'entrée
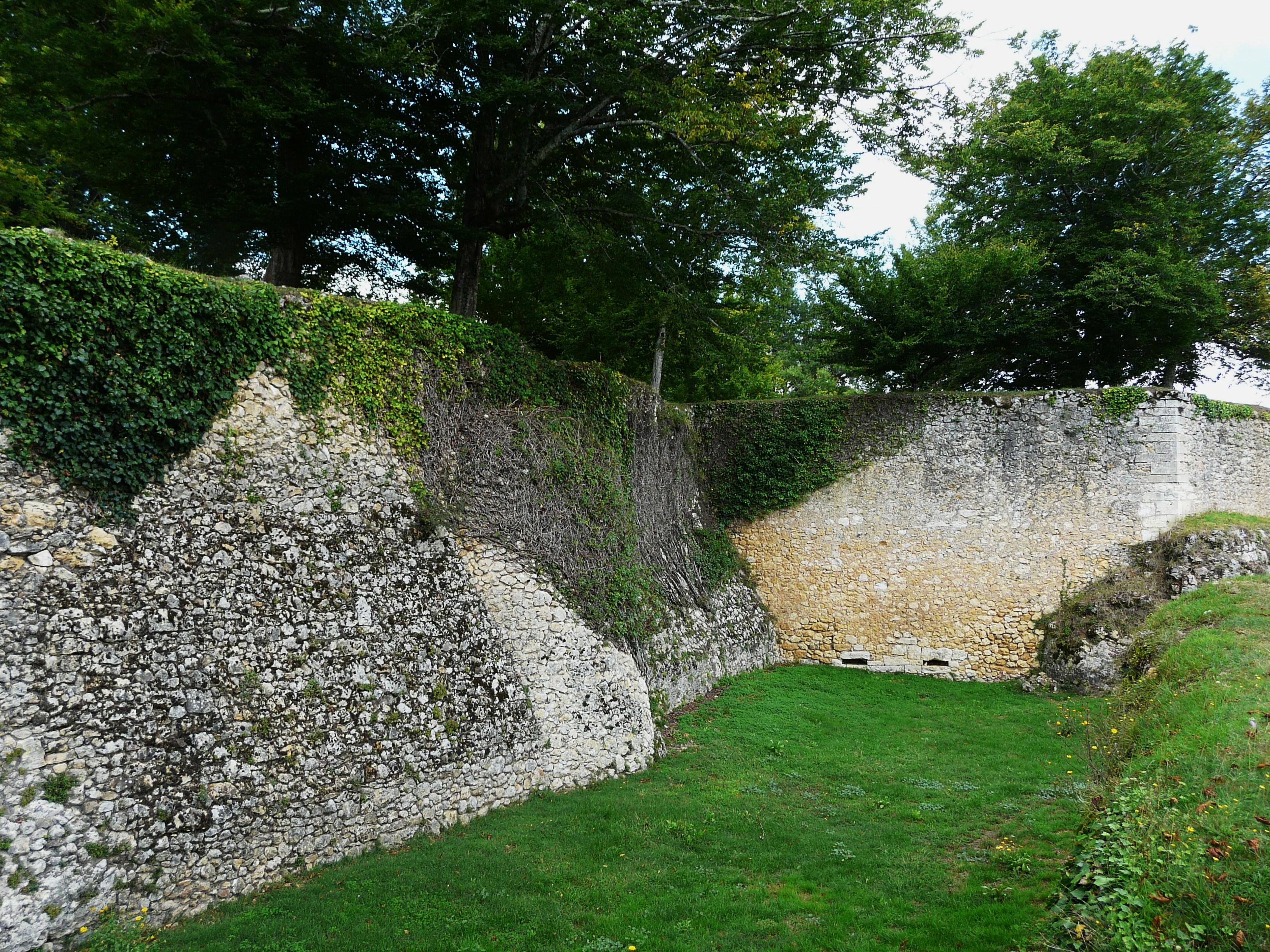
Remparts extérieurs
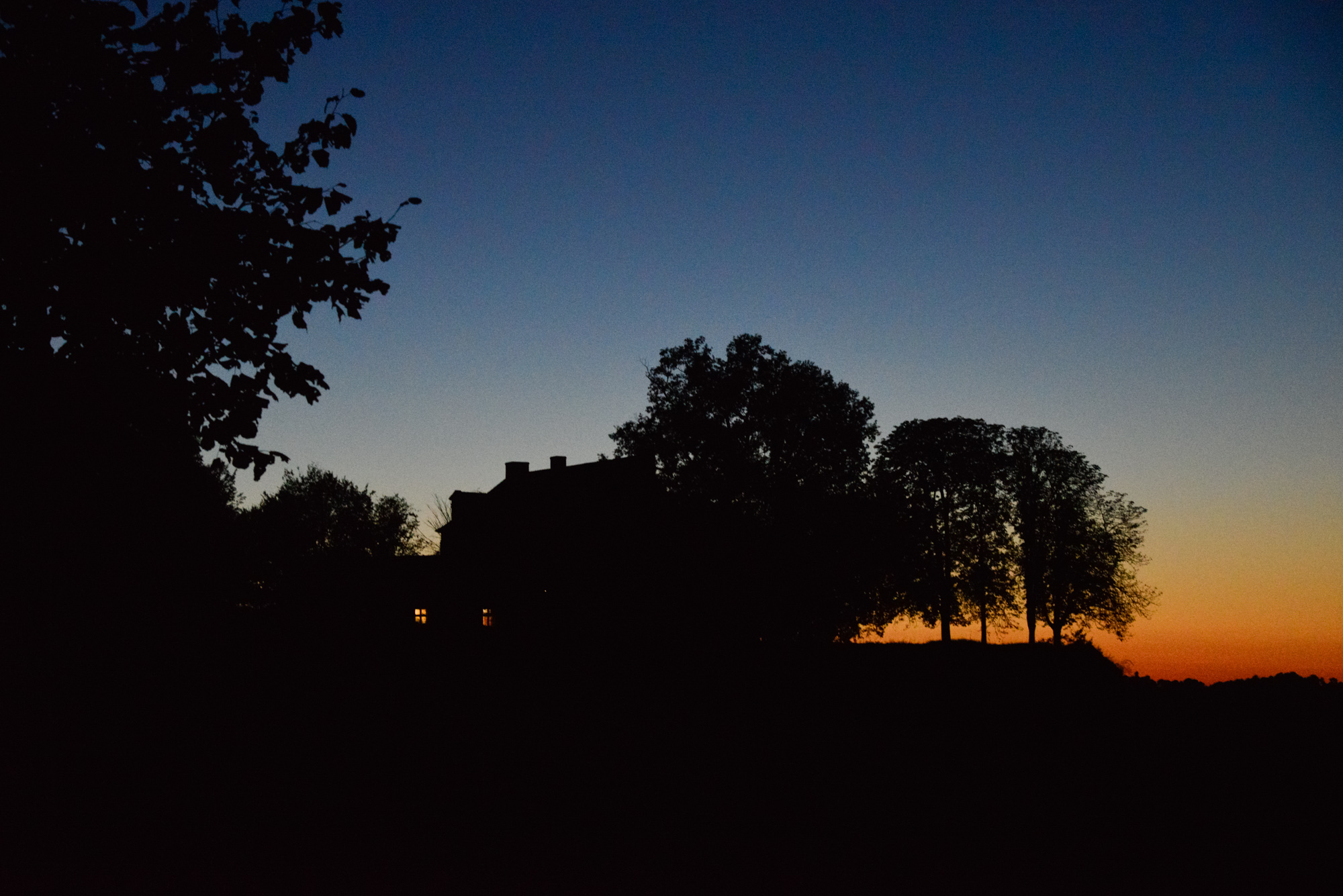
Vue est (nocturne)